# Royal Ballet

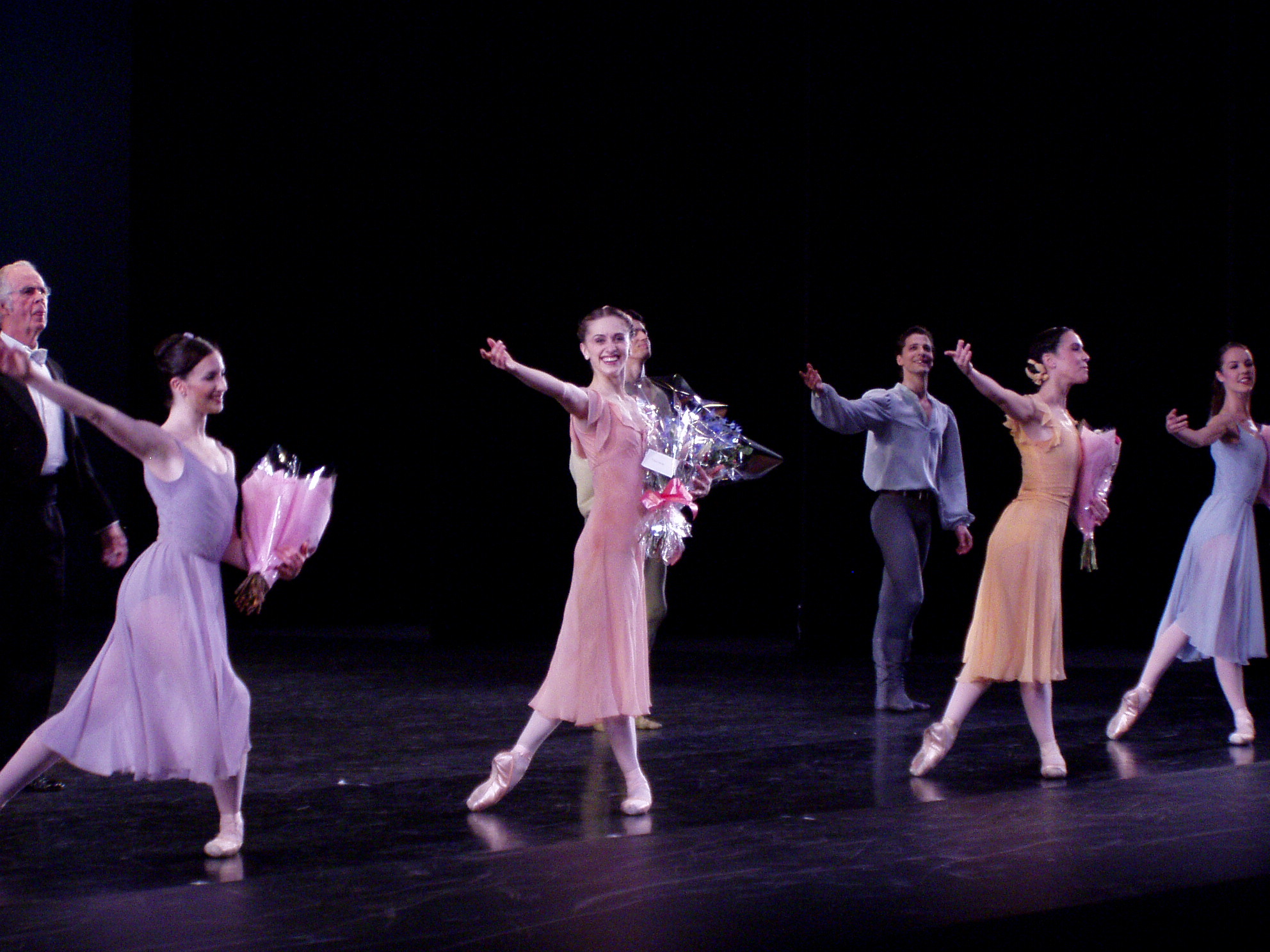
Het Royal Ballet in Dances at a Gathering van Jerome Robbins (2008)

Het Royal Ballet is een balletgezelschap in Londen, Engeland. Het gezelschap werd opgericht in 1931 en is sinds 1946 gevestigd in het Royal Opera House, een historisch operagebouw in de centrale Londense wijk Covent Garden. Het Royal Ballet is met ongeveer 100 balletdansers het grootste balletgezelschap van het Verenigd Koninkrijk en behoort tot de meest gerenommeerde balletgezelschappen ter wereld.

## Geschiedenis

### Oprichting
De grondlegger van het Royal Ballet was de van oorsprong Ierse balletdanseres en choreograaf Ninette de Valois, die van 1923 tot 1925 bij het Ballets Russes van Sergej Diaghilev danste. Samen met Lilian Baylis, eigenaresse van de Londense theaters Old Vic en Sadler's Wells, richtte ze in 1931 het Vic-Wells Ballet op. Tot de eerste producties van het gezelschap behoorden The Rake’s Progress (1935) en Checkmate (1937). Daarnaast werd choreografieën van Sergej Djagilev uitgevoerd. Alicia Markova was de eerste prima ballerina van het gezelschap en bracht het zelfs tot prima ballerina assoluta, een eretitel die wereldwijd aan slechts twaalf danseressen verleend is. Frederick Ashton werd in 1935 de eerste huischoreograaf van het gezelschap.

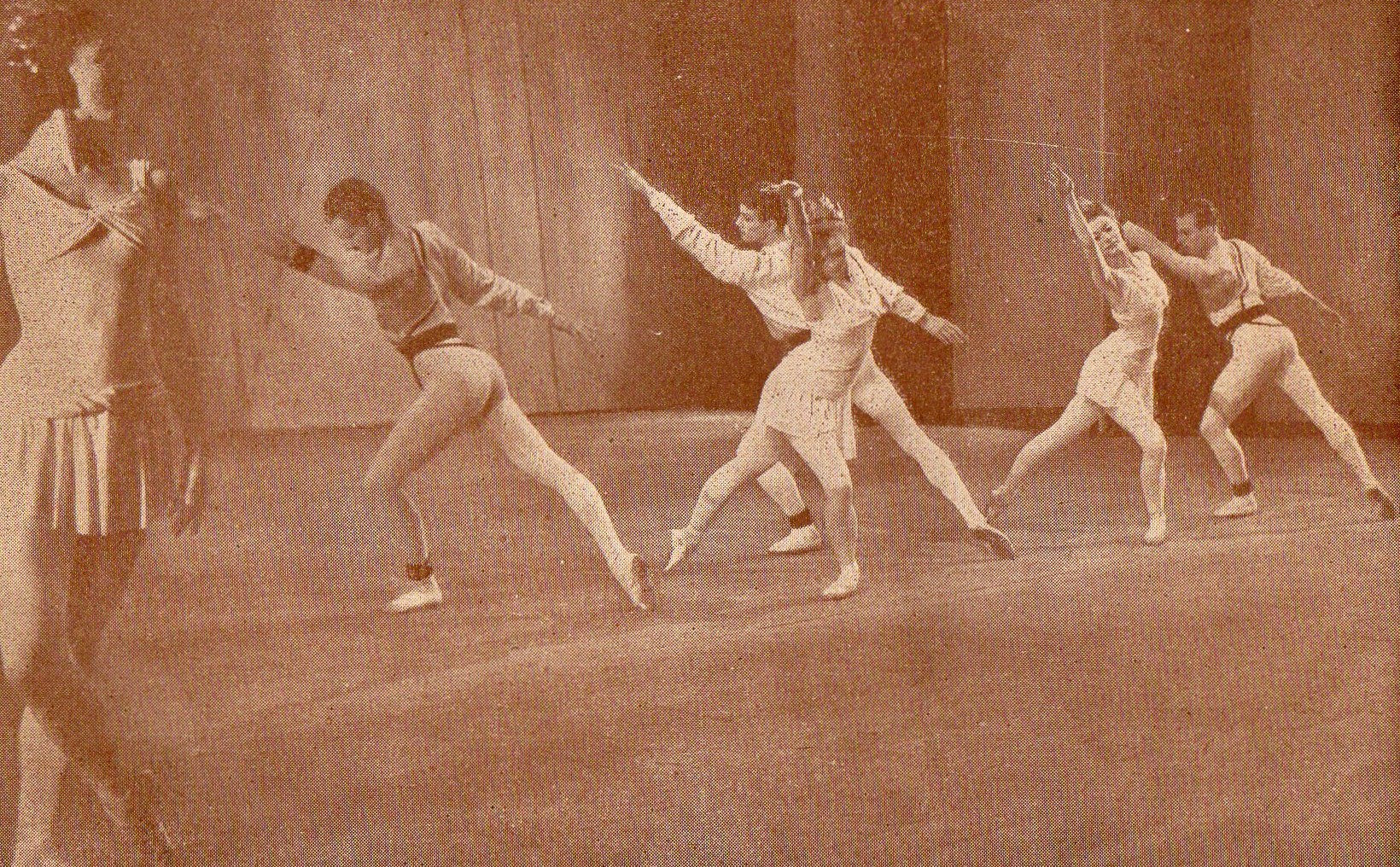
Sadler's Wells Ballet op tournee in Polen (1947)

### Verdere ontwikkeling
Tijdens de Tweede Wereldoorlog trad het gezelschap op in theaters door het hele land. In 1946 vestigde het gezelschap zich definitief in het Royal Opera House in Covent Garden. De openingsvoorstelling was Doornroosje van Marius Petipa op muziek van Tsjaikovski. Het Sadler’s Wells Theatre richtte vervolgens een eigen balletgezelschap op. Dit gezelschap trok van 1955 tot 1970 als reizend ballet door heel Groot-Brittannië, keerde van 1970 tot 1990 terug naar Londen, waarna het in 1990 definitief naar Birmingham verhuisde. Het Birmingham Royal Ballet wordt nog steeds beschouwd als het zustergezelschap van het Royal Ballet, een naam die pas bij het 25-jarig jubileum in 1956 werd aangenomen.
Alicia Markova werd als sterdanseres eind jaren '30 opgevolgd door Margot Fonteyn, aan wie, na het beëindigen van haar carrière, eveneens de titel prima ballerina assoluta werd verleend. Het Royal Ballet bereikte wellicht zijn gloriejaren begin jaren '60 toen Margot Fonteyn, toen al over de 40, met de jonge Roedolf Noerejev een vast partnerschap vormde. Het wereldwijd beroemde danskoppel danste bij het Royal Ballet onder andere in Giselle, het Zwanenmeer, Doornroosje en Marguerite et Armand.

### Artistiek leiders
- 1931-1963: Ninette de Valois
- 1964–1970: Sir Frederick Ashton
- 1970–1986: Sir Kenneth MacMillan
- 1986–2000: Sir Anthony Dowell
- 2001–2002: Ross Stretton
- 2002–2012: Monica Mason
- sinds 2012: Kevin O’Hare

## Het Royal Ballet nu
Het Royal Ballet behoort anno 2017 met ongeveer 100 dansers tot de grotere balletgezelschappen ter wereld. Het gezelschap heeft in het Royal Opera House eigen balletstudio's en kantoren. Het Royal Ballet heeft een eigen orkest, dat vanaf 2007 geleid werd door Barry Wordsworth. Vanaf september 2015 leidt de Vlaamse dirigent Koen Kessels het orkest. Het gezelschap beschikt in Londen tevens over een eigen balletopleiding, de Royal Ballet School.

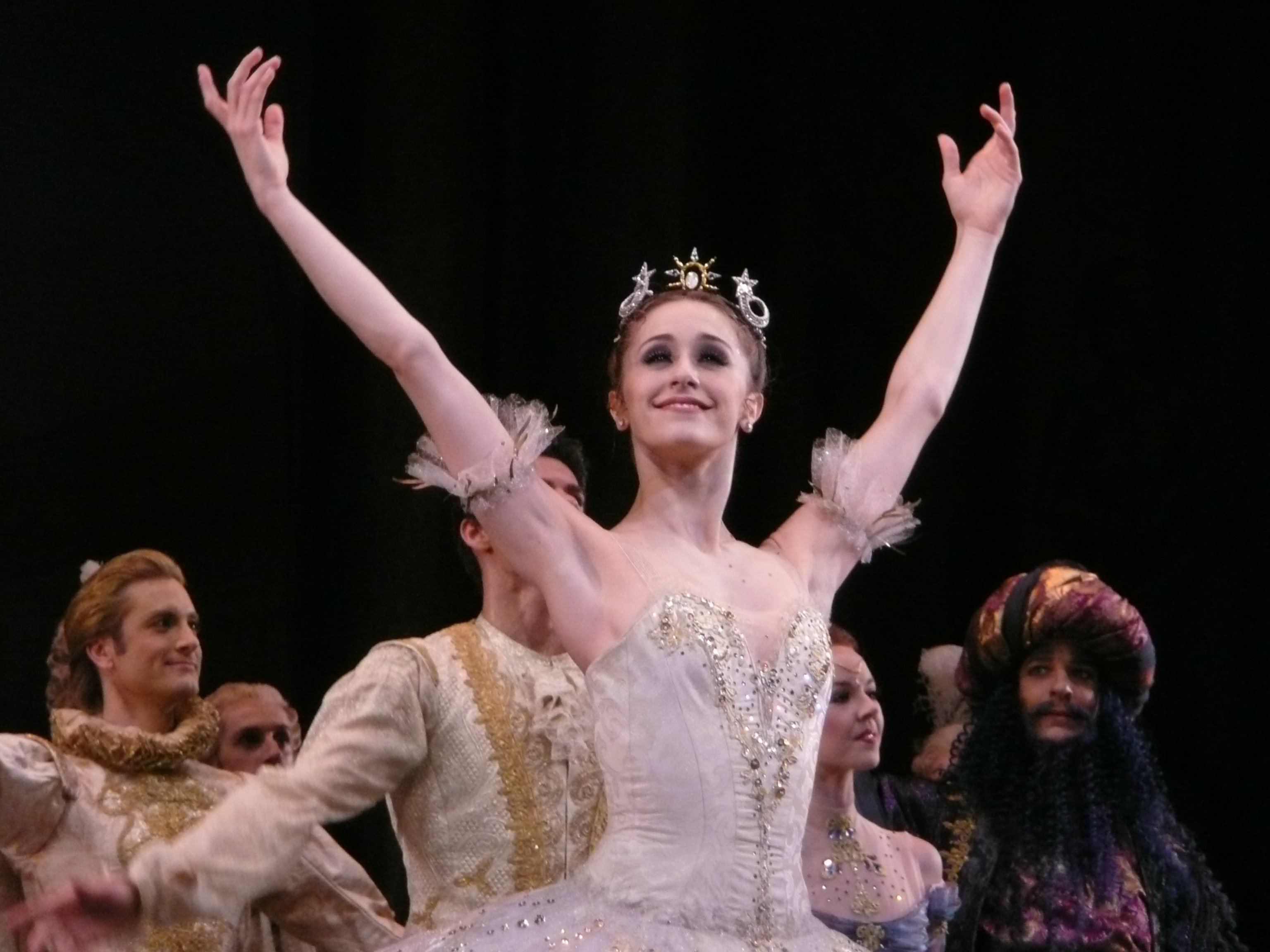
Principal dancer Marianela Núñez (2008)

Zoals de meeste balletgezelschappen, heeft Het Royal Ballet rangen van dansers. Bij het Royal Ballet hebben die de volgende benamingen:
- Principal dancers, de hoogste rang; dansers die worden geselecteerd voor de hoofdrollen.
- Principal character artists: dansers die de belangrijke rollen vertolken die vooral mime inhouden, maar op vlak van dans minder veeleisend zijn.
- First soloists: dansers die wel al solorollen dansen, maar ook nog vaak als understudy fungeren.
- Soloists: 15 à 20 dansers, die de kleinere solistenrollen voor hun rekening nemen.
- First artists: de gevorderde dansers, die naast de corps de ballet-rollen soms kleinere solo's krijgen toebedeeld.
- Artists: de laagste rang in het gezelschap, meestal net afgestudeerde dansers, die uitsluitend in het corps de ballet meedansen.

Het Royal Ballet kent daarnaast twee rangen voor gastdansers: guest artists en principal guest artist.
De principal dancers (en de landen van herkomst) van het Royal Ballet anno 2017 zijn: Federico Bonelli (Italië), Lauren Cuthbertson (Verenigd Koninkrijk), Matthew Golding (Canada), Nehemiah Kish (VS), Sarah Lamb (VS), Steven McRae (Australië), Laura Morera (Spanje), Vadim Muntagirov (Rusland), Marianela Núñez (Argentinië), Natalia Osipova (Rusland), Thiago Soares (Brazilië), Edward Watson (Verenigd Koninkrijk). Daarnaast zijn een aantal vaste gastdansers in dienst van het Royal Ballet: Roberto Bolle, Alessandra Ferri, Mara Galeazzi, Evgenia Obraztsova, Iana Salenko en Anna Tsygankova.
Bekende dansers die nog recent bij het Royal Ballet dansten zijn: Carlos Acosta (Cuba, 1998-2015), Tamara Rojo (Spanje, 2003-2012), Darcey Bussell (Verenigd Koninkrijk, 1988-2007), Zenaida Yanowsky (Spanje, 1994-2017).